# Чорногорська антифашистська скупщина народного визволення
Чорного́рська антифаши́стська ску́пщина наро́дного ви́зволення (серб. Црногорска антифашистичка скупштина народног ослобођења), скорочено ЦАСНО — законодавчий і виконавчий орган влади Чорногорії, що діяв у роки Народно-визвольної війни Югославії .

## Історія
Скупщина була заснована спочатку під назвою Крайове антифашистське віче народного визволення Чорногорії і Которської затоки (серб. Земаљско антифашистичко веће народног ослобођења Црне Горе и Боке Которске). 15 і 16 листопада 1943 відбулося перше засідання віча в Колашині, за присутності всіх політичних діячів антифашистського руху Чорногорії і Которської затоки. Головою віча обрано Ніко Мілянича.
На другому засіданні Антифашистського віча народного визволення Югославії ухвалено рішення про легалізацію Народно-визвольного руху в Чорногорії, а також прийнято кілька документів, що підтверджують державність Чорногорії і не визнають законною влади колабораціоністів. 3 січня 1944 року виконавчий комітет у зверненні закликав населення Чорногорії масово вступати до Руху Опору і почати збройну боротьбу проти фашистських окупантів і зрадників.
На другому засіданні Крайового віча, яке відбулося 16 лютого 1944 року в тому ж Колашині, рух дістав повну підтримку від Антифашистського віче Югославії.
Від 13 до 15 липня 1944 року відбулося третє засідання Крайового антифашистського віча, на якому рух офіційно отримав нову назву — Чорногорська антифашистська скупщина. На тому ж засіданні прийнято рішення про майбутнє Чорногорії як рівноправної федеральної одиниці в Демократичній Федеративної Югославії. Обрано представників до Президії Скупщини, а вищим органом влади призначено Національний комітет визволення Чорногорії (раніше Народно-визвольний комітет), заснований ще в 1941 році. До утворення Національного комітету його функції виконувала Президія, яка делегувала своїх представників у національно-визвольні комітети областей. На комітет лягали обов'язки з підтримки конституційного порядку в Чорногорії як федеральній одиниці югославської держави.
Четверте засідання відбулося в Цетинє від 15 до 17 квітня 1945 року, коли Чорногорську антифашистську скупщину перетворено на Чорногорську народну скупщину як вищий орган влади і єдиний законодавчий орган. В назвах усіх організацій слова «народно-визвольний» замінено на «народний». Першим керівником соціалістичної Чорногорії став Блажо Йованович.